# 이익
이익(利益, 문화어: 리익)은 단순히 말해 수입에서 지출을 뺀 현금흐름(캐시 플로, cash flow)을 가리킨다. 그러나 오늘날 기업 회계에서 이익과 현금흐름은 개념이 다르다. 회계에서의 이익은 수익에서 비용을 뺀 것이다. 여기에다가 수익보다 비용이 더 많아서 적자가 난 경우 이익이 아니라 손실이라고 부른다. 평균 이윤을 초과하는 이윤은 초과이윤이라고 한다. 이 문서는 경제학에서 정의하는 이익을 다룬다.
이익과 현금흐름을 구별하는 주된 까닭은 두 가지로 나뉜다.
1. 중도의 거래에 대해서는 채권, 채무의 발생 시점으로 손익을 인식해야 한다.
2. 설비 투자의 경우, 감가상각을 실시해야 한다.

손익계산서의 경우, 회사의 상황을 지켜 보기 위해 몇 가지 단계로 나눠 이익을 계산한다.

## 이익의 종류
- 매출총이익: 총이익이라고도 하며, 매상고(판매액)에서 매상 원가를 뺀 것이다. 기업이 제공하는 상품 서비스의 경쟁력을 나타내는 지표라고 할 수 있다.
- 영업이익: 사업 이익, EBIT라고도 하며, 매상 총이익에서 판매비와 일반 관리비를 뺀 것이다. 판매 조직이나 본사 운영의 효율성을 포함한 기업 본업으로서의 수익력을 나타내는 지표라고 할 수 있다.
- 경상이익: 영업이익에서 영업 외의 수익(수취 이자, 수취 배당금, 유가증권 매각이익 등)을 더하고 영업 외의 비용(지불 이자 등)을 뺀 것이다. 자금 조달이 잘 되는지 잘 안 되는지를 포함하여 기업의 일정한 채산성을 나타내는 지표이다.
- 순이익: 경상이익에 특별이익을 더하고 특별손실을 뺀 것이다.
- 유보이익: 기업의 영업 활동에 의해 만들어진 옛 이익을 회사 안에 유보시킨 것을 말한다. 회계상에서는 "이익잉여금"이다.

## 같이 보기
- 규모의 이익
- 소득
- 수익